# Johannes III. (Byzanz)

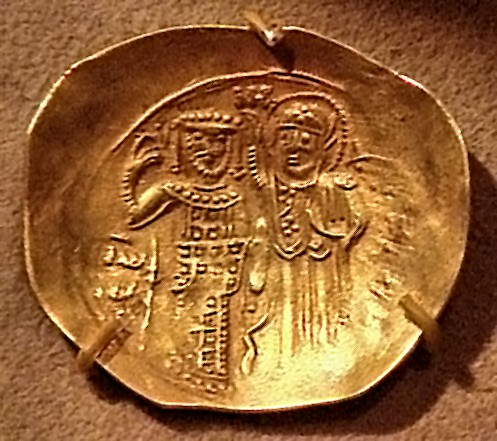
Johannes III., Gold-Hyperpyron

Johannes III. Dukas Vatatzes (mittelgriechisch Ἰωάννης Γ’ Δούκας Βατάτζης; * 1193 in Didymoticho; † 3. November 1254 in Nymphaion bei Smyrna) war ab 1222 byzantinischer Kaiser im Kaiserreich Nikaia.

## Leben
Johannes war ein Sohn des Heerführers Basileios Vatatzes. Aufgrund seiner Verdienste als Soldat wurde er 1222 von seinem Schwiegervater Theodor I. zum Nachfolger bestimmt. Er organisierte die Reste des Byzantinischen Reichs und machte es mit seinem Können zum stärksten und reichsten Fürstentum in der Levante. Er sicherte die Ostgrenze durch ein Abkommen mit den Seldschuken und die Ansiedlung von Wehrbauern und brach anschließend auf, um die europäischen Besitzungen seiner Vorgänger zurückzuerobern.
Während seine Flotte in der Ägäis gegen die Lateiner operierte, eroberte er zunächst Rhodos und später Chios, Lesbos und Samos zurück. Im Jahr 1225 schlug seine Armee, um fränkische Söldner verstärkt, die Kräfte des Lateinischen Kaiserreichs auf offenem Feld und drängte sie fast völlig aus Kleinasien heraus.
Während eine Belagerung Konstantinopels, die er 1235 gemeinsam mit den Bulgaren (damals regiert von Zar Iwan Assen II.) anstrengte, ohne Erfolg blieb, erreichte er später im Kampf gegen diese, dass er große Teile Thrakiens und Makedoniens zurückerhielt sowie die Oberherrschaft über die Despotate von Thessaloniki (1246) und Epirus (1252). Die schließlich erfolgreiche Rückeroberung Konstantinopels durch seinen Nachfolger Michael VIII. (1261) basierte auf seinen Anstrengungen.
Johannes III. war Schwiegersohn des Kaisers Friedrich II. Seine Versuche einer Union mit der katholischen Kirche scheiterten. Von der orthodoxen Kirche wurde er als Johannes der Barmherzige heiliggesprochen (Festtag: 4. November).

## Familie
Johannes war verheiratet mit:
1. ⚭ (um 1216) Irene Laskarina († 1239), Tochter Theodors I.
2. ⚭ (1244) Konstanze von Sizilien (um 1230–1307), Tochter von Kaiser Friedrich II.

Johannes hatte einen Sohn aus der Ehe mit Irene, Theodor II.